# Óscar Menéndez Zavala
Óscar Enrique Menéndez Zavala (Ciutat de Mèxic, 14 de gener de 1934) és un fotògraf, documentalista i cineasta mexicà que s'ha distingit pel tractament cinematogràfic de temes socials. Entre les seves obres figura México bárbaro (1966), inspirada en el llibre homònim de John Kenneth Turner en el qual el periodista estatunidenc va escriure les seves vivències des de la fi del Porfiriato i el desenvolupament de la revolució mexicana fins a la desena tràgica en 1913.

## Trajectòria
Prové d'una família de periodistes, escriptors i intel·lectuals iucatecs. El seu pare Enrique Menéndez Reyes, el seu avi Antonio Menéndez González, el seu besavi Antonio Menéndez de la Peña.
Va estudiat cinema en la Universitat Carolina, a Praga, Txecoslovàquia (actualment República Txeca), durant els anys de la guerra freda, i quan va tornar al seu país es va dedicar a la fotografia i a desenvolupar material fílmic, convertint-se en un important exponent de Mèxic del gènere documental, usant-lo com a eina de valor per a documentar la història contemporània i contribuir a la salvaguarda de la memòria popular. Ha filmat al voltant de 60 documentals independents, de molt diversos temes, en la seva majoria exhibint problemes i moviments socials de diverses parts del món, però principalment de Mèxic.
Ha realitzat també documentals sobre l'art com a Malcolm Lowry en México (1988), sobre l'estada de l'escriptor anglès a Cuernavaca durant la dècada de 1930, quan va escriure la novel·la Sota el volcà i a La batalla del Casino de la Selva 2001-2004/Libertad de expresión. Trayectoria de Adolfo Mexiac, artista plástico (2009), la inspiració del qual va sorgir del gravat del mateix nom, d'Adolfo Mexiac sobre la lluita per la justícia.
Fou cofundador de l'arxiu etnogràfic de l'Instituto Nacional Indigenista de Mèxic, del qual va ser nomenat director en 1982. Ha treballat a l'Instituto Nacional de Antropología e Historia (INAH), a Imevisión i TV UNAM, entre altres institucions.
És president de l'Associació de Documentalistes de Mèxic i dirigeix la distribuïdora de documentals La Rana del Sur.

## Obra
Entre els documentals que ha filmat es troben:
- Todos somos hermanos (1965)
- México bárbaro (1966)
- Dos de octubre, aquí México (1968) guió supervisat per José Revueltas.
- Únete pueblo (1968)
- Historia de un documento (1970) amb material fílmic del moviment estudiantil de 1968 realitzat clandestinament en 1970 al penal de Lecumberri.
- Las manos del hombre (1974)
- La música y los mixes (1978)
- Primer cuadro (1979)
- Hablan los tarahumaras (1979)
- Espacios de Juan Rulfo (1993), basat en el llibre El sonido en Rulfo, del compositor Julio Estrada.
- Marcos, Marcos (1994 - 2001), relatiu al Moviment Zapatista d'Alliberament Nacional i a la marxa de l'exèrcit del MZLN cap a la ciutat de Mèxic en 2001.
- Rubén Jaramillo (1995)
- La batalla del Casino de la Selva 2001-2004/Libertad de expresión. Trayectoria de Adolfo Mexiac, artista plástico (2009)

## Reconeixements
- Va rebre el Premi Nacional de Periodisme de Mèxic en la categoria de cinema (1993)
- Va obtenir el primer lloc en la Biennal de Vídeo organitzada pel Consejo Nacional de la Cultura y las Artes (Conaculta).
- Va rebre el guardó Quinto Centenario.
- Premiat en festivals de cinema en vídeo com el de Badajoz, Espanya, i Taixkent, antiga ciutat soviètica ara en Uzbekistan.